# Andrew Feldman, Baron Feldman of Elstree
Andrew Simon Feldman, Baron Feldman of Elstree (* 25. Februar 1966 in London) ist ein britischer Politiker der Conservative Party, seit 2010 Life Peer und seit 2012 stellvertretender Vorsitzender der Partei. Er war Mitglied des Führungskreises der Konservativen und arbeitete 2005 für die Wahlkampagne von David Camerons Vorstandskandidatur.
Feldman studierte am Brasenose College der Universität Oxford und schloss sein Jurastudium mit Auszeichnung ab. Während seiner Studienzeit spielte er im Tennisteam des Colleges, wo er David Cameron und Guy Spier kennenlernte. Er ging dann auf die Inns of Court School of Law. 
1999 heiratete er Gabrielle Gourgey; sie haben zwei Söhne und eine Tochter.

## Karriere
Feldman arbeitete als Unternehmensberater bei Bain & Company, bevor er 1991 als Anwalt zugelassen wurde und als Wirtschaftsanwalt am Gericht von Essex arbeitete. Ab 1995 war er Geschäftsführer von Jayroma (London) Ltd.
2008 wurde er Generalsekretär der Conservative Party und am 11. Mai 2010 wurde er gemeinsam mit Sayeeda Warsi, Baroness Warsi Vorsitzender.
Am 17. Dezember 2010 wurde Feldmann als Baron Feldman of Elstree, of Elstree in the County of Hertfordshire, zum Life Peer erhoben. Seit dem 20. Dezember sitzt er für die Konservativen im House of Lords.